# Robert le Danois
Vous lisez un « bon article » labellisé en 2016.
Robert le Danois en latin Rotbertus († 1037) fut archevêque de Rouen (989-1037) et comte d'Évreux (996-1037) au temps des premiers ducs de Normandie.
Fils du duc Richard Ier de Normandie, il reçoit l'archevêché des mains de son père. S'appuyant sur cette fonction religieuse et son titre laïc de comte d'Évreux, il joue un rôle dans la politique normande aux côtés de ses frères et neveux les Richardides, jusqu'à être le principal dirigeant du duché à la fin de ses jours. Plus puissant personnage de Normandie après le duc, il entre en conflit avec son neveu, Robert le Magnifique, qu'il excommunie avant de se réconcilier. Archevêque avant la réforme grégorienne, il se marie au titre du comté d'Évreux et a plusieurs enfants. Il fait notamment agrandir la cathédrale de Rouen et entretient plusieurs artistes.

## Biographie

### L'archevêque de Rouen
Vers 987/989, alors qu'il est encore très jeune, Robert se voit confier par son père, Richard Ier, duc de Normandie, l'archevêché de Rouen, principal siège ecclésiastique du duché de Normandie. Il s'agit de la première véritable nomination normande au siège archiépiscopal de Rouen. L'historiographe Guillaume de Jumièges rapporte que les clercs se sont opposés à cette décision tant que le duc refusait de se marier chrétiennement avec sa frilla, Gunnor. Suivant le vœu du clergé, Richard Ier de Normandie épouse finalement Gunnor. Conscient d'être destiné à l'Église, Robert accède alors volontiers à l'archevêché.
Robert est un archevêque marié et, de surcroît, père. Même si la réforme grégorienne interviendra plus tard pour imposer le célibat, les cas de mariage chez les hauts dignitaires ecclésiastiques sont déjà rares à cette époque. Quand son fils Richard d'Évreux devient comte d'Évreux en 1037, il le proclame ouvertement dans une charte solennelle pour Jumièges comme « Roberti archiepiscopi filius ». Pour l'historien François Neveux, il ne fait pas de doute que Robert est « un archevêque plus profane que religieux ». Il est un puissant prélat, allié de son père et de son frère avant de devenir un important conseiller des Richardides.

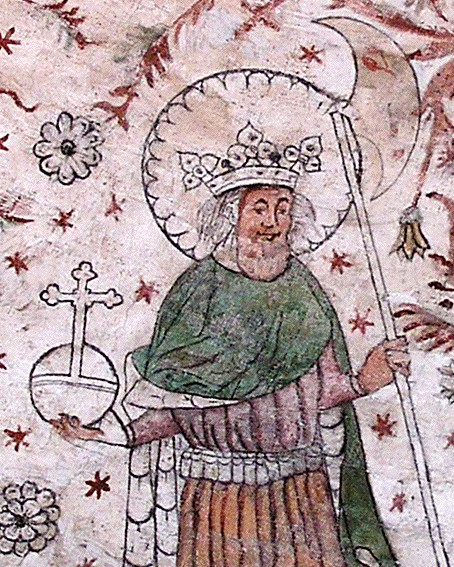
Fresque représentant saint Olaf, XVe siècle,, Suède.

Malgré tout, en tant qu'archevêque, il se charge du baptême du futur saint Olaf vers 1013, après le conflit avec Eudes II de Blois concernant la dot de Mathilde de Normandie. Il crée également un chapitre cathédral à la tête duquel il place un doyen.

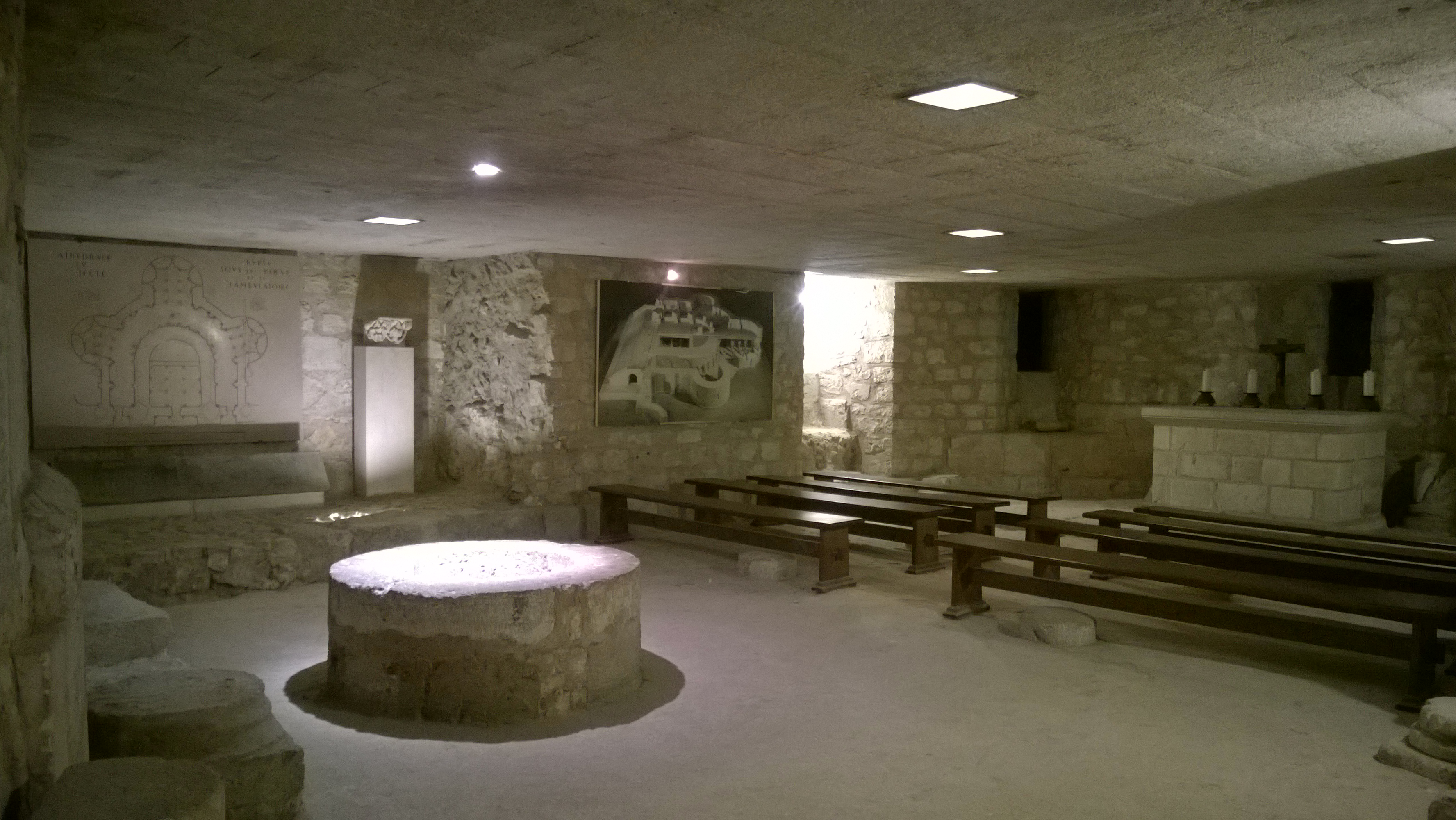
Chapelle absidiale de la crypte annulaire de la cathédrale de Rouen.

À la fin des années 1020, il commence les travaux d'agrandissement de sa cathédrale. Il reconstruit le chœur dans un style roman et insère une crypte en dessous afin d’agrandir la basilique Notre-Dame existante. La construction de la cathédrale de Rouen, tout comme celle de l’abbatiale de Bernay, jette les fondements de l’école romane normande, prototypes de l’architecture religieuse en Normandie, puis en Angleterre. Les travaux s'interrompent à sa mort, en 1037,.
Grâce aux fouilles de l'archéologue Jacques Le Maho, il est prouvé que l'archevêque transforme son château de Gravenchon en un véritable palais rural au tout début du XIe siècle. Il dédicace de nombreuses abbatiales, parmi lesquelles Fécamp (990) et Saint-Wandrille (1031). Il assiste vers 1020 à la dédicace, par l'évêque Hugues, de la collégiale de La Ferté-en-Bray, fondée par Gautier, fils de Renaud et Aubrée, en présence du duc Richard II, de son fils Richard et du comte Robert.
Vers 1028-1033, il entreprend avec Robert le Magnifique de restaurer le patrimoine de la cathédrale de Rouen, dont une grande partie des biens avaient été usurpés. Ils restituent ou confirment dans une grande charte de nombreux domaines, terres et églises. Il rachète avant 1007 la terre de Douvrend à Gautier, comte de Mantes, dot attribuée par son prédécesseur, Hugues, au mariage de sa sœur avec Henri, parent de Gautier, et qui avait fait valoir ses droits à la mort d'Henri. Peu avant sa mort, il acquiert Bouafles et peut-être Andely.

### Le comte d'Évreux
Peu de choses sont connues du rôle de Robert comme comte d'Évreux. Il reçoit, peut-être juste avant la mort de son père en 996, la charge du comté d'Évreux, ou alors en même temps que l'archevêché de Rouen, comme le pense David Crouch. Cette double fonction – archevêque de Rouen et comte –  fait de lui le plus puissant personnage de Normandie après le duc. De surcroît, le nouveau duc, Richard II (996-1026), est son frère. Toutefois, il ne porte jamais le titre comtal dans ses actes et lui préfère celui d'archevêque. La décision de le choisir comme comte d'Évreux est peut-être la volonté de consolider l'autorité ducale dans la région.
Il sera très critiqué par des chroniqueurs comme Orderic Vital, qui dit de lui qu'il « n'a pas refusé les plaisirs de la chair comme le devrait un évêque ». L'auteur des Acta archiepiscoporum Rotomagensium ricane du fait qu'il « a été admiré parmi les laïcs pour sa richesse ».
Il usurpe des biens au détriment de la cathédrale de Rouen (Douvrend, en faveur de son fils Richard), de l'abbaye de Jumièges (Le Trait) et de la Trinité du Mont (église de Gravigny).
Robert le Danois cumule donc une fonction religieuse et une fonction laïque. Au titre de comte d'Évreux, il se donne le droit de se marier : il épouse Herlève, probablement la fille de Turstin le Riche, dont il aura trois enfants.

### Conflit et réconciliation avec Robert le Magnifique

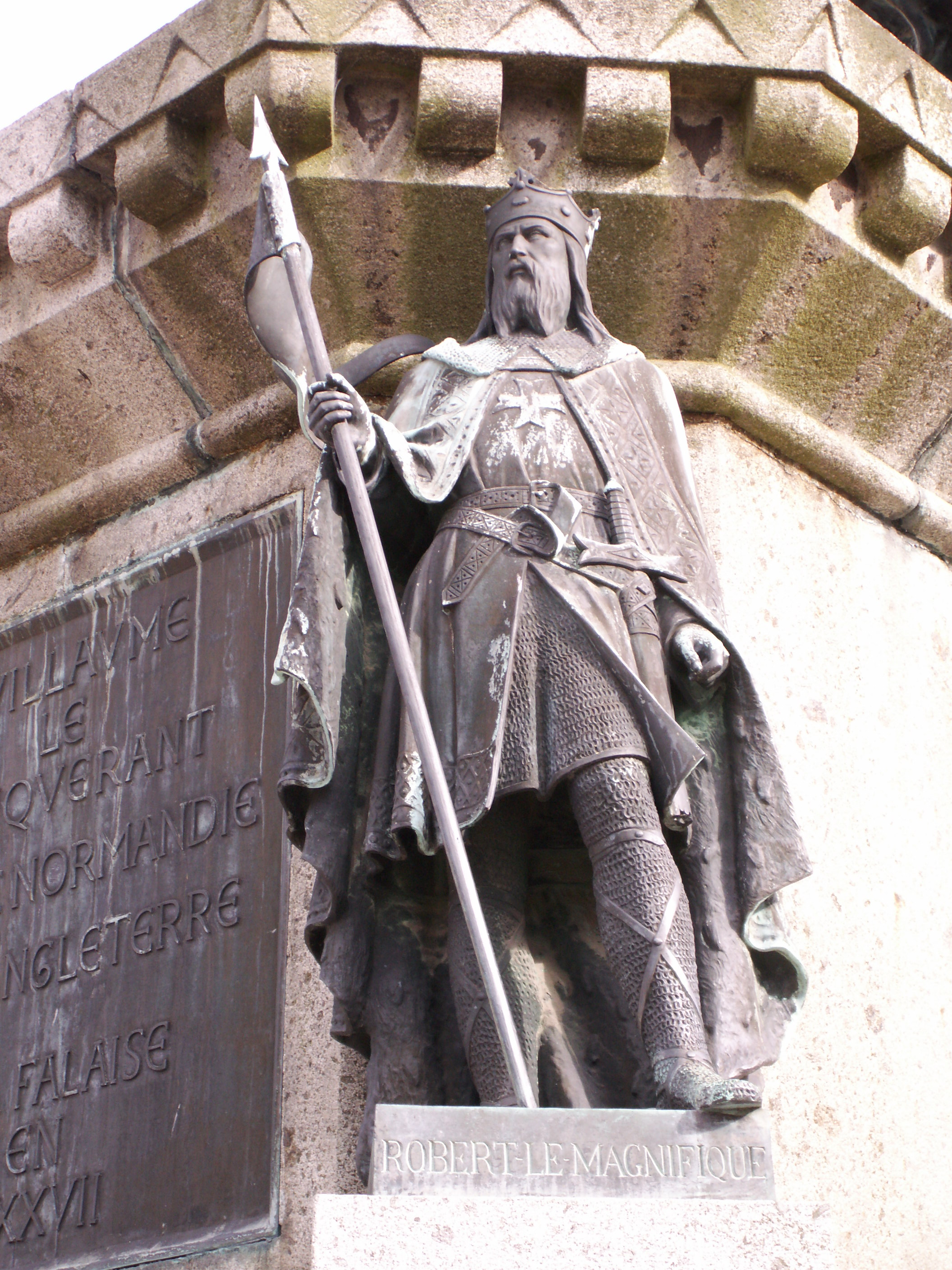
Robert le Magnifique, détail de la statue de Guillaume le Conquérant à Falaise par Louis Rochet, 1851.

En 1026, Robert le Magnifique, le neveu de Robert, succède de façon controversée à Richard III en tant que duc de Normandie. Peu après son avènement, il s'attaque à Robert le Danois. Est-ce parce que ce dernier complote contre lui ? Ou est-ce parce que l'archevêque proteste contre les usurpations de terres d'Église que pratique le duc pour récompenser ses amis ? En tout cas, Robert doit quitter Rouen et s'enfermer avec quelques chevaliers dans sa ville comtale d'Évreux. Le duc l'assiège. Après une résistance digne d'un chef de guerre, l'archevêque est banni par son neveu. Ayant gagné la cour du roi de France Robert le Pieux, il excommunie, depuis son nouveau refuge, le duc normand et jette l'anathème sur la Normandie. Il semble que cette sanction fasse plier le duc. Il se réconcilie avant 1030 avec Robert le Danois qui se voit restituer Évreux. Il exerce une grande influence sur les affaires concernant le duché, à tel point que Michel de Boüard dit que « la réalité du pouvoir paraît bien avoir été détenue par l'archevêque Robert jusqu'à sa mort ».
Sa position est renforcée en 1035 après la mort de Robert le Magnifique qui laisse un enfant comme héritier (le futur Guillaume le Conquérant). Avant l'avènement du nouveau duc, Robert se charge de fortifier Évreux contre Guillaume.

### Un mécène et bienfaiteur
Mécène, il entretient un cénacle littéraire décrit par Lucien Musset, qui gravite autour de l'archevêque. À la mort de son père, il demande à Dudon de Saint-Quentin de poursuivre son œuvre, qui aboutira au De moribus et actis primorum Normanniae ducum. Dudon est son protégé et rédige pour lui en 1011 une charte de donation en faveur de Saint-Ouen de Rouen. Il compose dans son œuvre quatre poèmes et une apostrophe, tandis que Garnier de Rouen lui dédie deux satires.
Il figure au catalogue des livres de la cathédrale, créé au XIIe siècle, un ouvrage connu sous le nom Benedictionarius Roberti archiepiscopi. Il existe un doute sur son commanditaire et il peut s'agir d'Æthelgar, archevêque de Cantorbéry (988-990). Il est depuis devenu la propriété de la ville de Rouen, conservé sous le no 27 en tant que Bénédictional de Æthelgar,. C'est en fait un pontifical avec trois autres miniatures en pleine page et autres décorations.
Orderic Vital le décrit comme un homme « populaire » parmi ses frères pour les nombreuses donations à son église.
Il est un généreux bienfaiteur de l'abbaye Saint-Père de Chartres.

### Fin de règne

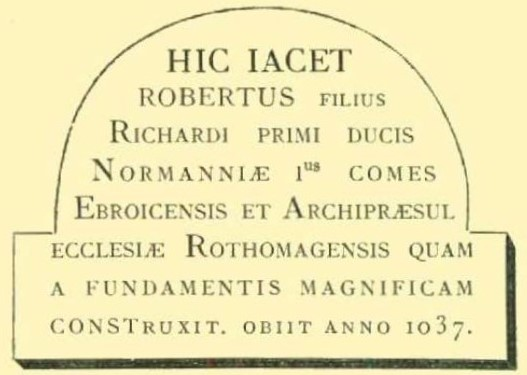
Plaque du XVIIIe siècle, aujourd'hui détruite, qui marquait l'emplacement de la tombe de Robert le Danois dans l'abbaye Saint-Père de Chartres.

Doyen des Richardides, l'archevêque-comte est l'homme fort du duché jusqu'à sa mort le 16 mars 1037 selon Michel de Boüard ou au cours de l'hiver 1037,. Selon Richard Allen, c'est à la fin du règne de Robert et durant la minorité de Guillaume que son influence est la plus importante. David C. Douglas a remarqué qu'il a aidé au début des années 1030 à former un groupe de barons puissants dans l'entourage du duc, parmi lesquels se trouvent le comte Gilbert de Brionne et le sénéchal Osbern de Crépon, qui ont permis de préserver et renforcer l'autorité ducale. En janvier 1035, il est à Fécamp pour donner conseil au duc Robert qui souhaite partir en pèlerinage à Jérusalem. Quand il meurt sur le chemin du retour, à Nicée, vers juillet 1035, il fait peu de doute qu'il a joué un rôle de premier plan dans la protection du jeune duc. Il réunit les barons et obtient le support des princes voisins dont le roi de France.
Il a peut-être été enterré dans l'abbaye Saint-Père-en-Vallée, à Chartres, comme le suggère une épitaphe donnée dans le Gallia Christiana inscrite sur une plaque en 1710 aujourd'hui disparue. Une tombe médiévale, identifiée comme la sienne, a été représenté par Gaignières. Originellement située dans la chapelle Saint-Laurent, sa dédicace a changé au XIXe siècle pour Notre-Dame-des-Sept-Douleurs, et est aujourd'hui reconnue comme la chapelle Sainte-Soline. Détruite à une date inconnue, un fragment a été redécouvert en 1958 dans le museum archéologique de Chartres.

## Famille et descendance
Il est le fils du duc Richard Ier, duc de Normandie et de Gunnor, il fait donc partie de ce puissant groupe aristocratique appelé les Richardides. Il est le frère cadet de Richard II de Normandie, duc de Normandie (996-1026) et oncle des ducs Richard III de Normandie (1026-1027) et Robert le Magnifique (1027-1035).
Marié, il est le père d'une nombreuse famille. Il épouse Herlève de qui il a au moins quatre fils:
- Richard d'Évreux († 1067), comte d'Évreux (1038-1067), marié à Godehildis, veuve de Roger Ier de Tosny ;
- Raoul de Gacé († 1051), seigneur de Gacé, d'Écouché, de Bavent, de Varenguebec et de Noyon-sur-Andelle, marié à Basilie, fille de Gérard Flaitel. Tuteur de Guillaume le Bâtard ;
- Guillaume († 1118), marié à Havise Géré, veuve de Robert Ier de Grandmesnil ;
- Robert d'Évreux marié avec Havise de Lacy.